# علی‌آباد جنوبی
علی‌آباد جنوبی یک روستا در ایران است که در دهستان میربگ جنوبی واقع شده‌است. علی‌آباد جنوبی ۱۰۲ نفر جمعیت دارد.